# 性的二形

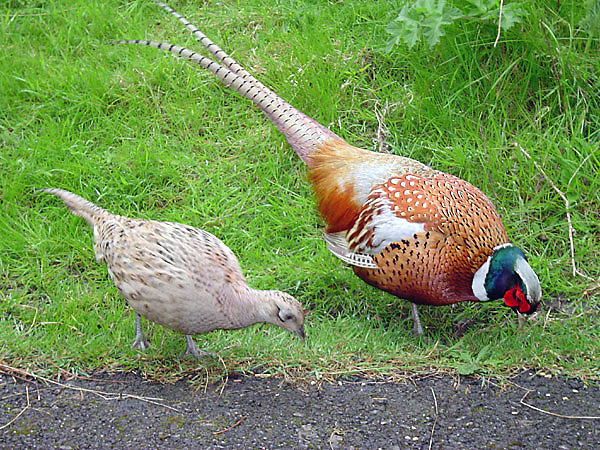
コウライキジにおける性的二形。手前がメス

性的二形（せいてきにけい、英: sexual dimorphism）とは、生物における多型現象の一つで、性別によって個体の形質が異なる現象を指す。性的二型とも書く。

## 概説
生殖器以外に雌雄の差をはっきり区別できるものを性的二形と呼び、その現れ方にはさまざまなものがある。体格や体全体の構造が異なる場合もあれば、どちらかに特殊な構造が出現する場合もある。また、両者の運動能力に分化が見られる場合もある。あるいは、これらの差異が一時的な場合もある。
これらのはっきりした性的二形は、主に動物に見られ、植物や菌類などでは例は少ない。

## 体全体の特徴

### 体格の差
雌雄で形質はさほど変わらないが、体格がはっきりと異なる例は多い。また、それ以外の形質の差を伴う場合もある。
哺乳類では、大きさに差がある場合、雄の体格がより大きい例が多い。ヒトの場合は雌が雄より約一割小さい。これはサル類においては性差の小さい方ではないが、マントヒヒなどでは雄と雌で親子ほどの差がある。そのほか、アザラシなども雄の方がはるかに大きい。哺乳類においては、一夫一妻制のものは性的二形がはっきりせず、一夫多妻制のものでは雄が雌よりずっと大きくなると言われる。
昆虫では、俗にノミの夫婦というように、雄の方が小さい例が多い。これは、卵を産む必要がある分だけ雌がより大きくなる点では理にかなっている。形質の異なる場合も含めて、無脊椎動物では雄のほうが小さい例が非常に多い。しかし、クワガタムシやヤドカリ、カブトムシなどのように雄の方が大きい例もある。
子嚢菌類のラブールベニア類は、菌類では珍しくはっきりと個体性を示す菌糸体を形成するが、その中に雌雄別株の種があり、性的二形が見られる。形成する細胞の大小に合わせるように、雄株の方が小型になっている。

#### 性転換
雌雄が分かれる生物の中には、成長の段階によって性転換するものも知られる。たとえば、クマノミ類は成長にしたがって雄から雌へと転換する。植物ではテンナンショウ類がやはり大きくなると雄から雌へと転換する。これらの生物では、当然ながら雌の方が大きい。性転換の順番が逆の例もある。

### 極端な体格の差
体格の差が極端に大きく、もはや同種とは思えないほどになる例もある。特に有名なのが造網性のクモで、コガネグモ科やヒメグモ科などのものでは、同じ種とは思えないほどに形も違っているものがある。日本の例では、最も差が大きいのはおそらくオオジョロウグモで、雌は体長35 - 50 mmにもなるのが、雄は10 mm程度にしかならない。また、オヒキグモ属のキジロオヒキグモでは、卵嚢から出た時点で、雄は既に成熟している。これがどのような配偶システムに繋がっているのかは定かでない。一方、ハエトリグモのような徘徊性のクモではあまり雌雄の体格差がなく、雄は雌よりやや華奢な程度である。
それよりも差が大きい場合、雄はもはや雌に見られるような体の構造を持たず、はるかに簡単な仕組みだけを持つ例もある。そのようなものを矮雄（わいゆう）という。ちなみに、雌ではこの例はない。雌は卵を産むからには、そこまで小さくはなれないということであろう。
ワムシ類にも雄が小さくて簡単な構造を取るものがある。これらの動物では単為生殖が発達しており、雄は見られない場合が多い。特殊な条件下でのみ雄が出現する。この場合の雄の体は生殖に特化している場合が多い。2005年（平成17年）に初めて発見されたカイミジンコの雄も、幼生と見間違えられる姿であった。この類もそれまでは単為生殖のみが行われると考えられていた。
さらに極端なのが、雄が雌に寄生しているものである。脊椎動物ではチョウチンアンコウの仲間にそのような例があり、雄は雌の体表にかみついたような姿で固定され、寄生生活をしている。類似の例がユムシ類のボネリムシや節足動物の甲殻類の一部、コケ植物の一部にも見られる。
節足動物甲殻類の寄生性蔓脚類の場合、雌が寄生性で、その上に矮雄が寄生しているものもあり、雄は重寄生していることになる。

## 運動能力の分化

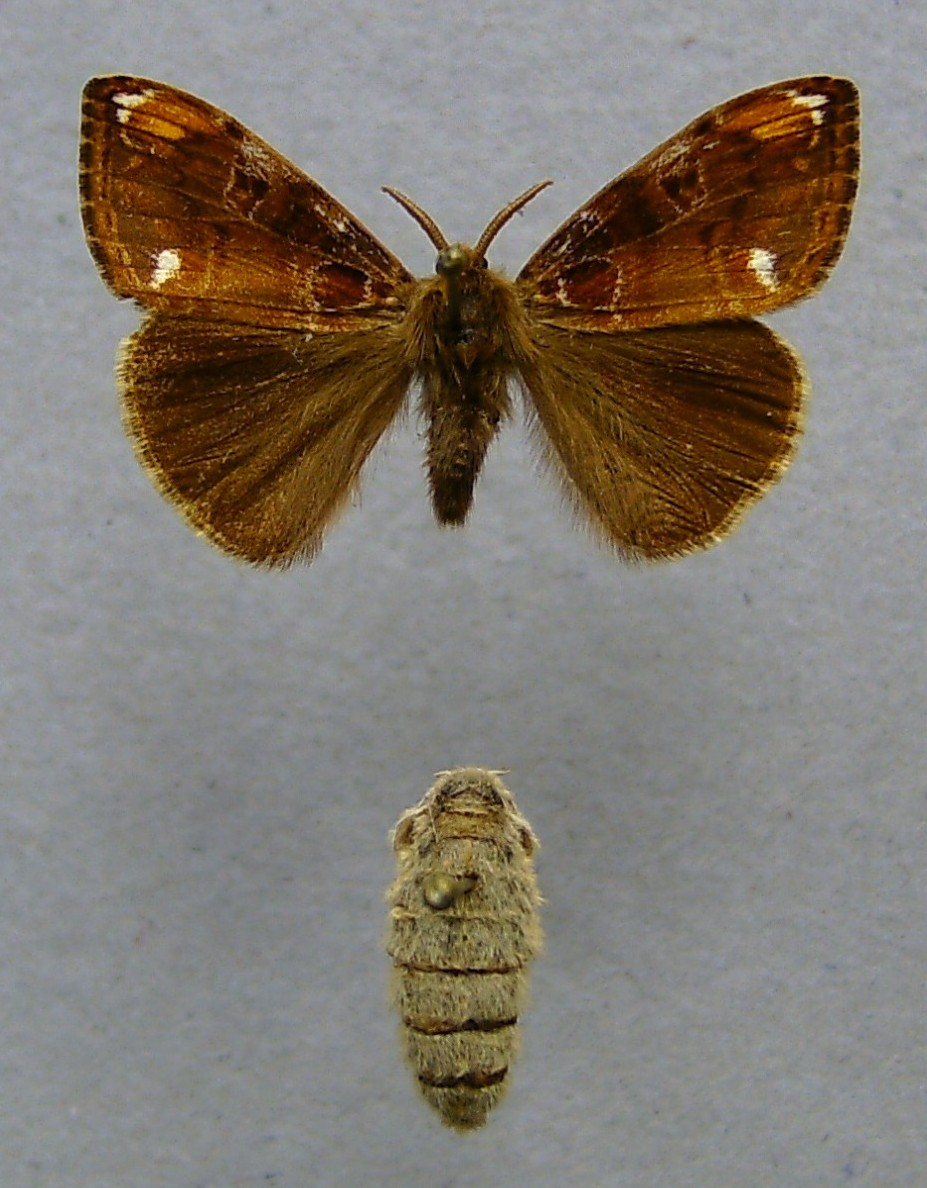
♂（上）は有翅, ♀（下）が無翅のガ(Orgyia recens)

雌雄で運動能力に分化が見られる例もある。そもそも配偶子が卵と精子のように二つに分化したのも、運動能力を持つものと栄養を貯蔵するものに分化したものと考えられるから、配偶子と同じことが個体にも起きたのだとも言える。
昆虫には特にそのような例が多い。ネジレバネは昆虫に寄生する昆虫だが、雌は寄生したまま幼虫のような形で生涯を終える。それに対して雄は翅をもった成虫となって雌を探して交尾する。それと逆になるのがイチジクコバチで、雄は翅を持たずイチジクの実の中に閉じ込められたままで生涯を終えるのに対し、雌は翅を持って新たな繁殖場所として他の実を探して移動する。
同様の変化はホタル類にも見られる。日本ではヒメボタルでは雌は飛行性がないが翅はある。マドボタル類では雌は腹が大きく翅の小さいイモムシ状で、全く飛べない。ガ類ではフユシャクやミノガ類に雌が飛べない種がある。さらに極端なのが雌が幼形成熟してしまうものである。ミノガ類の一部やホタル類の一部に、雌がほとんど幼虫の姿のままの種がある。
いずれにしても、昆虫では雌が運動能力を失う例が多く、これは運動能力を犠牲にしてその分のエネルギーを卵の形成に割り当てた結果だとする考え方がある。イチジクコバチは数少ない例外の一つである。

## 特別の構造
雄または雌に、他方にない特殊な器官があったり、他方より特に発達していたりするものである。

### 直接に交接に関するもの
生殖器ではないが、それに準ずる、あるいはその際に使われる器官が発達するものもある。タマミジンコやホウネンエビ・アルテミアなどでは雄の第二触角が雌を把持するために発達する。ケンミジンコ類では、雄の右側触角に雌を把握するための構造が発達する。同様にカエルでは雄の前足の親指に瘤が発達し、雌を抱える際の滑り止めとなる。
やや特殊なのが頭足類とクモ類で、いずれも足の先に精子を保持する構造が発達する。

### 広く配偶行動に関するもの
哺乳類の場合、雄に角や牙がよく発達する例がよくある。例えばシカの角は雄にのみあり、冬にだけ出る。これらの動物では、繁殖期の配偶行動の一環として、雄同士が力比べや闘争を行うため、その際の力を増すためにそれらが発達したと考えられる。カニ類のシオマネキの巨大な鋏や、クワガタムシの大顎、カブトムシの角などもこの範疇である。これらは同性間で直接に競争するための構造である。
他方、鳥や魚では雄が繁殖期に派手な色彩や飾りの羽根や鰭を発達させる例がある。これらは、やはり繁殖期にこれを誇示するものである。鳴く虫（コオロギ・キリギリス）やセミの発音装置、あるいはホタルの発光器もこの例である。これらは、異性に対してアピールし、選んでもらうための構造である。
これらの構造や色彩は、クジャクのように常に見られるものもあるが、シカの角のように繁殖期にのみ出現するものもある。特に繁殖期にのみ発現する体色を婚姻色と言う。
チョウ類は一般に翅の模様で雌雄の情報伝達が行われる。そのため、翅の模様に性差がある例は少なくない。例えばミドリシジミ類などは、雌雄で全く異なる彩りを持つ。モンシロチョウでは、我々の目には差が見えないが、実は紫外線の反射率が大きく異なる。彼ら自身は紫外線を感じる能力があり、従って雌雄の別を視覚的に区別出来るものと考えられている。
異性探索のために器官が発達する例もある。
また、昆虫では雄に特に発達した触角をもつ例がある。例えばカイコやヤママユガなどは、雌はほとんど幅のない細い触角を持つが、雄のそれは節ごとに長い横枝が出て、全体では櫛か羽根のような形状になる。これらの昆虫は、雌の発する性フェロモンを手掛かりに雄が雌を探すために、そのための感覚器官が発達したものである。当然ながら相補的に、それに対する異性にはフェロモンを分泌する器官が発達するが、こちらの方は目立たない。しかし、これも二形のひとつである。

#### 擬態との関連
より特殊な現象として、チョウ類に見られる他種のチョウに擬態しているものの例がある。チョウの中にはマダラチョウやドクチョウなどの有毒な種があり、それに擬態するほかのチョウがあることが知られている。ところが、往々にして擬態を行うのが雌だけである例が見られる。
例えば日本の例では有毒のカバマダラ類に擬態した種としてツマグロヒョウモンやメスアカムラサキがある。これらのチョウはカバマダラに似た、全体に黄色い翅と前翅の先端に黒で囲まれた白い斑点をもつ。ところが、この擬態を示すのは雌だけである。雄ではそれぞれの類に一般に見られる斑紋に近い模様、つまりツマグロヒョウモンでは黄色地に黒い多数の斑点が、メスアカムラサキでは紫の翅に大きな白斑がある。
このようなことが起きるのは、一つには直接に産卵する雌が擬態した方が効果が高いこと、他方でチョウ類は翅の斑紋で雌雄の誘引が行われるので、雌に選ばれる雄の斑紋は変わりにくかったことが考えられる。つまり、雄には性淘汰が、雌には一般的な自然淘汰が働いたと見る。
さらに複雑なのは、雌に多形が出る場合である。たとえばシロオビアゲハは、雌に二形あって、一つは雄と同じ姿、もう一つは後翅に白と赤の斑紋があり、ベニモンアゲハに擬態していると考えられる。国外には、雌がより多くの型をもち、それぞれ別のチョウに擬態していると考えられている例もある。

### 育児に関するもの
育児のような、ある程度の親による子の保護を行う生物では、そのための器官が発達して、性差となる場合もある。代表的なのは哺乳類における乳房である。
他に、保育嚢を持つ場合がある。カニに見られる腹部の違いもこれに類するもので、雌は抱卵のために幅が広くなっている。甲殻類には育児嚢のようなものをもつ例がよくある。これらの構造は産卵する側、つまり雌に見られるものであるが、逆の例もある。タツノオトシゴでは、産卵した卵を雄が育児嚢で育てるため、雄にだけそれがある。

### その他繁殖に関するもの
これらの例からやや外れるが、カやアブでは雌が産卵のために吸血をするので、そのための口器などが特に発達する。

## よく分からないもの
例えば日本のカブトムシでは、雄の体表にはほとんど毛がないが、雌の体表には細かい毛が一面にはえている。
カリブ海のセントロタ島のハチドリには、雌雄で嘴の形態が異なるものがある。これはそれぞれ別の種の花から餌を採るための適応と考えられているが、その理由等はよく分かっていない。

## 原因
性的二形が進化する原動力は、雄と雌にそれぞれについて、適応的な性質が異なるためと考えられる。

### 動物の場合

#### 性淘汰
配偶者を巡る競争の結果、繁殖率に差が生じることを性淘汰といい、多くの動物の性的二型はこれによって説明される。実際にどのような性質が発達するかは動物ごとに大きく異なる。また、そもそも性淘汰と自然淘汰を厳密に区別することは困難であるため、性淘汰は自然淘汰に含めて考える場合もある。動物はそれぞれ繁殖方法が大きく異なる。特に相手を定めず、同種個体が集まって精子と卵を放出する、といったやり方をとるものの場合には性的二形が発達することは少ない。しかし、生殖の際に一対一でペアを作るものも多い。これは一夫一婦制の生物に限らなくとも、たとえば哺乳類はすべて一対一で交尾を行うから、これに含まれる。このような動物では、相手を探し、あるいは誘引して、選ぶ行動が生じる。これらが性的二形を発達させる大きな原因の一つである。

#### 同性間闘争
ゴリラやライオンのように雄同士が配偶者を巡って争うことがあり、これによって大きな体格や武器となる爪、角などが発達することがある。雄同士の直接的な争いを雄間闘争という。雌同士も一般的な雄同士ほど強くはないが、やはり競争関係にあり、併せて同性間闘争と呼ぶこともある。

#### 異性間闘争
クジャクの羽のように、雌が配偶者を選ぶ際の目印となるものは発達しやすい。雌が自らの利益のためによりよい雄を見抜く性質を発達させ、雄が雌に選ばれるような性質を発達させることは、両者の競争であり、異性間闘争または配偶者選択という。なぜクジャクの羽のような一見役に立ちそうもない性質が選ばれるようになるかについては、寄生虫への耐性を示しているなどの諸説がある。これを説明する理論にハンディキャップ説などがある。またクジャクの雄同士は直接争わないが、立派な羽を発達させるという競争を雄同士で行っていると見なすこともでき、異性間闘争と同性間闘争が同時に行われていると考えることができる。

#### 子への投資
親による子の保護が行われる場合、雄と雌ではその行動に差がある場合が多く、これも性的二形の原因となる。これは子に対する投資と呼ばれ、雄と雌ではどの程度子に対して投資をするのが適応的か、差があるのが普通である。たとえば、ほとんどの雄は自分の配偶者が産んだ子が間違いなく自分の子であるという確信は持てない等。積極的に保護するのが雄の場合、雌の場合、両方が共に働く場合など、様々である。鳥や哺乳類では雌が主に保護する例が多いが、鳥でもタマシギのように、雄が抱卵する例もある。鳥では一般に雌は地味で雄が派手であるが、タマシギではこれも逆になっている。派手なのは異性に対する誇示の役割があり、性淘汰を受けると考えられるが、地味なのはむしろ抱卵時に目立たなくする保護色の意味があるかも知れず、その場合、こちらは一般的な自然淘汰の範疇に入るであろう。

### 植物の場合

#### 花
種子植物は生殖器官として花をつける。花には雄性の生殖器として雄蘂、雌性の生殖器として雌蘂をもつ。一つの花に両者を合わせ持つ例も多いが、それぞれが別個の花につくものもある。その場合、雄蘂を持つものを雄花、雌蘂を持つものを雌花という。この雄花と雌花に形質の差があるとき、これを花の性的二型という。雄花と雌花が別の株に生じる場合には個体にも雌雄の別が生じるが、そこに性的二型が見られる例はほとんどない。
花の性的二型は、ほとんど差がないものから大きく異なるものまである。個体の性的二形とは異なり、生活には直結せず、花粉媒介の効果が主な問題となる。したがって、その花粉媒介法によっても様子が大きく異なる。
風媒花や水媒花のように、物理的な力で花粉媒介を行うものでは、雌雄異花の場合、その差が大きいことが多い。裸子植物ではどちらも小さいが、雄花の方が数が多く、柔らかいものが多い。被子植物では雄花が上に出て、あるいは枝先に垂れ下がり、雌花は基部にあって大きい、という例が多い。雄花は風などに当たりやすく揺れることにより花粉を散布させるのに適しており、雌花は風の中にしっかりと固定されることで花粉を受け取りやすい特徴である。
虫媒花など動物による花粉媒介を行うものでは、雄花と雌花はさほど差がないか、全体として似通った姿である場合が多い。これは、雄花と雌花が同一種、同一個体の昆虫などを誘引する必要があるからである。

#### 栄養繁殖
雌雄異株において、雄株は匍匐（ほふく）枝や地下茎などによる栄養繁殖が盛んであるが、雌株は雄株に比べるとそれらが少ないという報告がある（雌雄異株性イチゴ、ヒメスイバ、スイバ、アメリカサンショウなど）。これは、雌株は栄養分を種子や果実を作るために使うのに対し、雄株ではその必要がなく、その分の栄養を栄養繁殖に使うことができるから、とされている。
また、アスパラガスにおいて、雄株は多数の細い茎を株立ちさせるのに対して、雌株は太く少ない茎を持つという報告もある。これは、雄株では多くの茎に多数の花を咲かせることで花粉散布を高める効果があるからとされる。

#### 花数
雄株においては、多くの花を長い期間にわたって咲かせた方が花粉散布に有利である。したがって多くの雌雄異株植物では雄株の方が花が多い。
いくつかの樹木では、枝先に花を咲かせるとその花の付け根から枝分かれを生じることがある。例えばアオキでは、雄株は多くの花を咲かせる結果、枝分かれの数が雌株より多くなる。

#### 生活史
種子や果実を作るため、雌株は繁殖が出来る年齢や個体サイズに到達するためにより長い期間を必要とする場合がある。したがって、雌雄異株植物では雄株の方が、より若い年齢や小さい段階から花を咲かせることがある。
また、繁殖の後、雌株では栄養分を多く消費するため、生育地の環境によってはその後の枯死率が上がったり病気への耐性が低下することがある。
しかしながら、繁殖開始前でも、雌雄で死亡率が異なるという報告もある。

#### 配偶体
維管束植物は、世代交代を行うが、配偶体に性的二形が見られる。シダ植物の多くは配偶体が雌雄同体であるが、クラマゴケ類の一部、水生シダ類のサンショウモなどに大胞子と小胞子を形成するものがあり、大胞子からは雌性配偶体が、小胞子からは雄性配偶体が生じる。それらはいずれも退化的ながら前葉体の構造を持っているが、種子植物ではその差が大きくなり、雌性前葉体は胚珠の中の胚嚢となり、雄性前葉体は花粉管になる。